# 여우주머니속
여우주머니속(Phyllanthus)은 여우주머니과의 속 가운데 하나이다. 약 800종에 달하는 식물이 속해 있으며 전세계적으로 열대, 아열대를 중심으로 널리 분포한다.
똑바로 선 줄기에서 옆 방향 또는 대각선 방향으로 뻗어 있는 잔가지가 2개의 줄을 이용하여 여러 개의 잎을 어긋나게 해서 잔가지가 깃 모양의 겹잎처럼 보이는 것이 일반적인 특징이다. 여우구슬 등의 일부 종의 잎은 밤에 수면 운동을 한다. 단성을 띤 꽃의 위쪽에는 씨방이 있다. 꽃잎은 없으며 곁가지에 붙어 있다.
여우주머니속에 속하는 식물 가운데 일부는 관상용 또는 정원수로 재배된다. 암라를 비롯한 몇몇 열매는 식용, 약용으로 널리 쓰인다.